# Шах – Хабшан
Шах – Хабшан – газопровід в Об’єднаних Арабських Еміратах, споруджений для видачі продукції ГПЗ Шах до газотранспортної мережі країни.
У 2014 – 2015 роках на півдні емірату Абу-Дабі став до ладу новий газопереробний завод на родовищі Шах, котрий випускає три основні вуглеводневі продукти – зріджені вуглеводневі гази, конденсат та паливний газ. Видачу перших двох організували через перемички до ЗВГ-трубопровода та конденсатопровода з родовища Асаб. Що стосується паливного газу, то його спрямували по вдвічі довшому – 127 км – трубопроводу діаметром 900 мм до газопереробного майданчику Хабшан, котрий виконує роль центрального хабу у газотранспортній системі Абу-Дабі (звідси ресурс може подаватись як на захід до Рувайсу, так і у східні райони емірату та далі до Дубаї).
Також можливо відзначити, що в межах облаштування родовища Шах проклали 27 км газопроводів діаметром 600 мм, котрі сполучають три куща свердловин із газопереробним заводом.